# Verrallina lugubris
Verrallina lugubris är en tvåvingeart som beskrevs av Philip James Barraud 1928. Verrallina lugubris ingår i släktet Verrallina och familjen stickmyggor. Inga underarter finns listade i Catalogue of Life.